# My Joy
Pour plus de détails, voir Fiche technique et Distribution.
My Joy (Schastye moyo) est une coproduction russo-ukrainienne, à participation allemande, réalisée par Sergei Loznitsa et sortie en 2010. Le film a été sélectionné en compétition officielle pour le Festival de Cannes 2010. Il s'agit du premier film de fiction de Serguei Loznitsa, connu jusqu'ici en tant que documentariste.

## Synopsis
L'histoire d'un routier, Georgy qui rejoint, son camion chargé de farine, une destination indéfinie. Au cours de son trajet, il rencontre un vieil homme qui a perdu son identité au lendemain de la Seconde Guerre mondiale, une prostituée encore adolescente et trois bandits alcooliques à la brutalité insoutenable... la vie du camionneur sera désormais bouleversée par ce déchaînement de violence.

## Fiche technique
- Titre en français : My Joy
- Titre original : Schastye moyo
- Réalisation : Sergei Loznitsa
- Scénario : Sergei Loznitsa
- Photographie : Oleg Mutu
- Montage : Danielius Kokanauskis
- Production : Heino Dechert / Oleg Kokhan
- Pays d'origine :  Ukraine/ Russie/ Allemagne
- Langue : russe
- Genre : Film dramatique
- Durée : 127 minutes
- Date de sortie :
  - France : 19 mai 2010 (Festival de Cannes 2010), 17 novembre 2010 (sortie nationale)
  - Russie : 31 mars 2011

## Distribution
- Victor Nemets : Georgy
- Olga Shuvalova : la jeune prostituée
- Vladimir Golovin : le vieil homme
- Maria Versami : la bohémienne
- Vlad Ivanov : le sergent de Moscou
- Boris Kamorzine : le conducteur de camion

## Distinctions
- Festival de Cannes 2010 : sélection officielle en compétition[1]
- Kinotavr 2010 : Prix de la mise en scène[2],[3].